# هوگو یانکه
هوگو یانکه (انگلیسی: Hugo Jahnke; ۶ مارس ۱۸۸۶ – ۱۲ ژانویهٔ ۱۹۳۹) ژیمناست هنری اهل سوئد بود.